# ديفيد مكغيل (كاتب)
ديفيد مكغيل (بالإنجليزية: David McGill)‏ (1 ديسمبر 1942، أوكلاند في نيوزيلندا)؛ صحفي وروائي نيوزيلندي. درس في جامعة فيكتوريا.